# Gymnelia guapila
Gymnelia guapila là một loài bướm đêm thuộc phân họ Arctiinae, họ Erebidae.